# Stidda
La Stidda (estrella o estel·la en sicilià) és una organització mafiosa originària del sud de Sicília, especialment de les localitats d'Agrigent, Catània, Gela, Vittoria i Siracusa, creada a principis de la dècada de 1980 com a escissió de la Cosa Nostra arran de la pugna entre famílies del crim organitzat sicilià. Ha estat considerada una organització menys estructurada, amb menys cohesió i menys recursos que la Cosa Nostra, la Camorra o 'Ndrangheta. Els seus membres són coneguts com a stiddari o stiddaroli.

## Origen
El coneixement sobre l'existència de la Stidda va ser possible a partir del testimoni de mafiosos penedits com Leonardo Messina, Salvatore Riggio o Francesco Marino Mannoia. A finals dels anys 80 a Riesi es va produir una forta pugna entre la "família" Cammarata, vinculada al cap fugitiu Giuseppe "Piddu" Madonia (representant de la màfia de la província de Caltanissetta, fidel als Corleonesi de Totò Riina), i els membres de la màfia del grup Riggio-Annaloro-Stuppia, perquè aquests últims es van negar a vendre la propietat d'una fàbrica de formigó i, per tant, van ser considerats fuori confidenza (expulsats de la seva família d'origen); també en el passat havien estat propers al cap Giuseppe Di Cristina, assassinat pels Corleonesi el 1978. Per derrotar els seus poderosos rivals, els Riggio-Annaloro-Stuppia van organitzar els seus propis grups criminals autònoms, contractant nombroses bandes de delinqüents juvenils i delinqüents comuns a localitats del centre i el sud de Sicília, majoritàriament dedicats als robatoris, amb els quals van formar confederació criminal perquè també tenien motius de ressentiment cap als membres de Cosa Nostra: els Iocolano-Iannì-Cavallo de Gela, els Russo de Niscemi, els Carbonaro-Dominante de Vittoria, els Sanfilippo de Mazzarino, els Grassonelli de Porto Empedocle, els Sole de Racalmuto, el Gallea-Avarello de Canicattì, el Benvenuto Croce-Calafato de Palma di Montechiaro, el Barba de Favara, el Raspa de Barrafranca, l'Ingaglio de Campobello di Licata i, a l'oest de Sicília, el Zichittella de Marsala i Greco de Alcamo.